# Harold Sakuishi
Takahiro Sakuishi (作石貴浩, Sakuishi Takahiro), nascut el 16 de març de 1969, més conegut pel seu nom artístic, Harold Sakuishi (ハロルド 作石, Harold Sakuishi) és un autor de manga japonès.

## Premis
- 7è Premi CHIBA TETSUYA al millor autor novell - SOUWAIKAN (1987)
- 14è Premi Kodansha al millor manga, categoria general - Gorillaman (1990)
- 26è Premi Kodansha al millor manga, categoria shonen - BECK: Mongolian Chop Squad (2002)